# Maggie Siff
Maggie Siff (New York, 21 giugno 1974) è un'attrice statunitense, conosciuta principalmente per i ruoli nelle serie televisive Mad Men, Sons of Anarchy e Billions.

## Biografia
Nata nel Bronx, di origine ebraica da parte di padre, dopo la laurea ha recitato a teatro in numerosi produzioni off-Broadway, in cui spicca la partecipazione a Spettri di Henrik Ibsen nel 1998, per cui vinse un Barrymore Awards for Excellence in Theater come miglior attrice non protagonista.
Arriva in televisione per la prima volta nel 2004, e partecipa a numerose serie televisive in ruoli da caratterista: diventa un volto noto soprattutto negli ultimi anni, quando interpreta ruoli continuativi in Mad Men, dove è Rachel Menken, in Sons of Anarchy dove interpreta la dott.ssa Tara Knowles, e Billions (2016) dove interpreta la dott.ssa Wendy Rhoades. Sul grande schermo, dopo un'apparizione in Michael Clayton (2007), partecipa a Push (2009) e alla commedia Fratelli in erba (2010).

## Filmografia

### Cinema
- Michael Clayton, regia di Tony Gilroy (2007)
- Quando tutto cambia (Then She Found Me), regia di Helen Hunt (2007)
- Push, regia di Paul McGuigan (2009)
- Funny People, regia di Judd Apatow (2009)
- Fratelli in erba (Leaves of Grass), regia di Tim Blake Nelson (2010)
- Concussion, regia di Stacie Passon (2013)
- La quinta onda (The 5th Wave), regia di J Blakeson (2016)

### Televisione
- Squadra emergenza (Third Watch) – serie TV, episodio 6x04 (2004)
- Rescue Me – serie TV, episodio 2x04 (2005)
- Law & Order - Unità vittime speciali (Law & Order: Special Victims Unit) – serie TV, episodio 7x16 (2006)
- 3 libbre (3 lbs) – serie TV, episodio 1x05 (2006)
- Grey's Anatomy – serie TV, episodio 4x04 (2007)
- Mad Men – serie TV, 15 episodi (2007-2015) - Rachel Menken
- Nip/Tuck – serie TV, episodio 5x08-5x09-5x13 (2007-2008)
- Law & Order - I due volti della giustizia (Law & Order) – serie TV, episodio 18x09 (2008)
- Sons of Anarchy – serie TV, 79 episodi (2008-2013)
- Life on Mars – serie TV, episodi 1x08-1x10-1x11 (2009)
- Billions – serie TV, 84 episodi (2016-2023)

## Doppiatrici italiane
Nelle versioni in italiano delle opere in cui ha recitato, Maggie Siff è stata doppiata da:
- Laura Romano in Mad Men (st.1, ep.2x05), Law & Order - I due volti della giustizia, Billions
- Daniela Calò in Law & Order - Unità vittime speciali
- Jolanda Granato in Grey's Anatomy
- Angela Brusa in Nip/Tuck
- Antonella Baldini in Life on Mars
- Francesca Fiorentini in Push
- Roberta Pellini in Fratelli in erba
- Selvaggia Quattrini in Sons of Anarchy
- Myriam Catania in Mad Men (ep. 7x08)